# George Lindsey
George Lindsey (Fairfield, 17 dicembre 1928 – Nashville, 6 maggio 2012) è stato un attore e doppiatore statunitense.

## Biografia
Nato a Fairfield, Alabama e cresciuto nella cittadina di Jasper, George Lindsey iniziò la sua carriera in televisione nel 1960 recitando in telefilm come La grande avventura, Disneyland, Ai confini della realtà, Viaggio in fondo al mare e Gunsmoke. Raggiunse il successo con la sitcom The Andy Griffith Show (1964-1968), dove interpretava il geniale benzinaio Goober Pyle. Nel corso della sua carriera prestò la voce anche ad alcuni personaggi dei film Disney, come il simpatico Lafayette ne Gli Aristogatti (1970), l'avvoltoio Tonto in Robin Hood (1973) e la lepre con la canna da pesca in Le avventure di Bianca e Bernie (1977). Tra i film interpretati da Lindsey ricordiamo Una nave tutta matta (1964) Pistaaa... arriva il gatto delle nevi (1972) Il tesoro di Matecumbe (1976), e La corsa più pazza d'America n. 2 (1984).
Dal 1956 al 1991 fu sposato con Joy Herbert, dalla quale ebbe due figli: George Jr. e Camden Jo. Morì nel 2012 a 83 anni, dopo una breve malattia.

## Filmografia parziale

### Attore

#### Cinema
- Una nave tutta matta (Ensign Pulver), regia di Joshua Logan (1964)
- Pistaaa... arriva il gatto delle nevi (Snowball Express), regia di Norman Tokar (1972)
- Charley e l'angelo (Charley and the Angel), regia di Vincent McEveety (1973)
- Il tesoro di Matecumbe (Treasure of Matecumbe), regia di Vincent McEveety (1976)
- La corsa più pazza d'America n. 2 (Cannonball Run II), regia di Hal Needham (1984)

#### Televisione
- La grande avventura (The Great Adventure) – serie TV, episodio 1x01 (1963)
- Disneyland – serie TV, 2 episodi (1964)
- Ai confini della realtà (The Twilight Zone) – serie TV, episodio 5x26 (1964)
- Viaggio in fondo al mare (Voyage to the Bottom of the Sea) – serie TV, 1 episodio (1964)
- L'ora di Hitchcock (The Alfred Hitchcock Hour) – serie TV, episodio 3x01 (1964)
- The Andy Griffith Show – serie TV (1964-1968)
- Gunsmoke – serie TV, 6 episodi (1963-1972)

### Doppiatore
- Gli Aristogatti (The AristoCats), regia di Wolfgang Reitherman (1970)
- Robin Hood, regia di Wolfgang Reitherman (1973)
- Le avventure di Bianca e Bernie (The Rescuers), regia di John Lounsbery, Wolfgang Reitherman (1977)

## Doppiatori italiani
Da doppiatore è stato sostituito da: 
- Renato Cortesi in Gli Aristogatti
- Gianfranco Bellini in Robin Hood